# Thiruvananthapuram (Distrikt)
Der Distrikt Thiruvananthapuram (Malayalam: തിരുവനന്തപുരം ജില്ല; früher Trivandrum) ist der südlichste Distrikt des indischen Bundesstaates Kerala. Verwaltungssitz ist Thiruvananthapuram, die Hauptstadt Keralas.

## Geografie

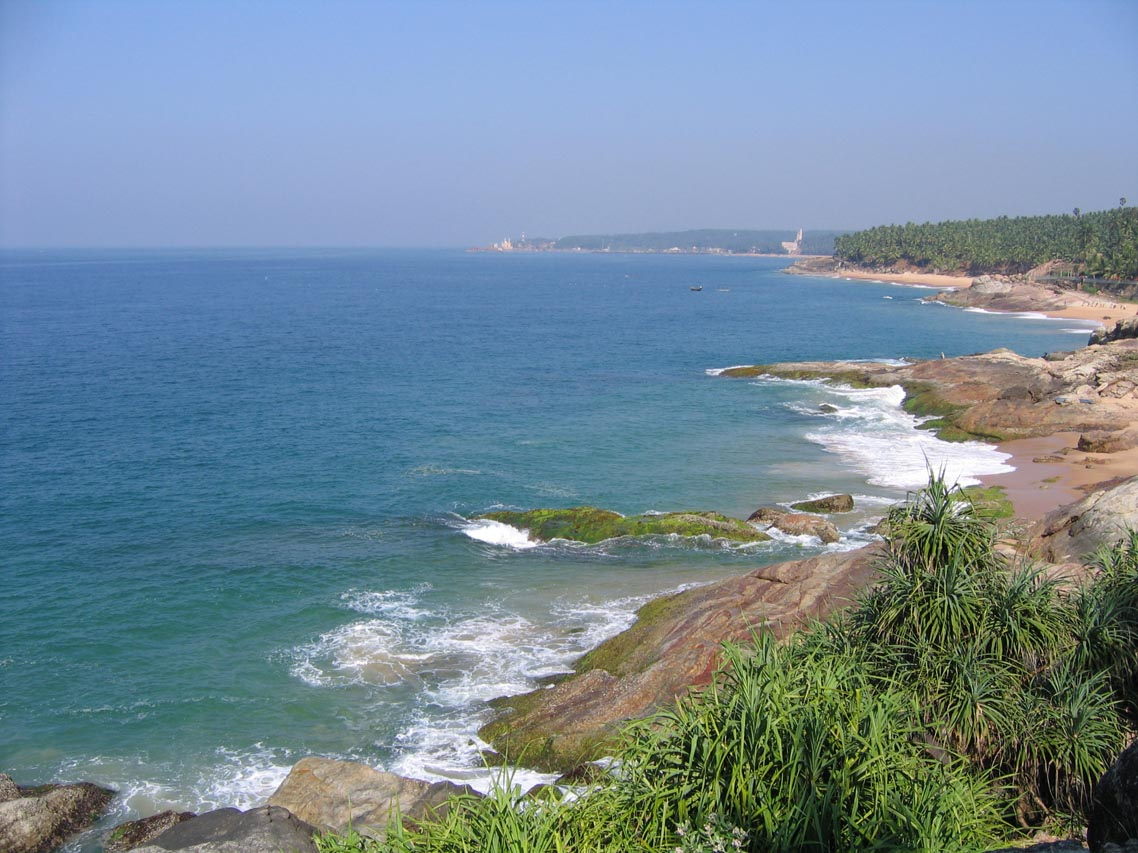
Küste bei Vizhinjam im Distrikt Thiruvananthapuram

Der Distrikt Thiruvananthapuram liegt an der Malabarküste des südwestindischen Bundesstaates Kerala unweit der Südspitze des Indischen Subkontinents. Er hat eine Fläche von 2.192 Quadratkilometern. Der Distrikt Thiruvananthapuram grenzt im Westen an das Arabische Meer, im Norden an den Distrikt Kollam, im Osten an den Distrikt Tirunelveli und im Südosten an den Distrikt Kanyakumari. Die beiden letzten gehören bereits zum Nachbarbundesstaat Tamil Nadu.
Die Küstenlänge des Distrikts Thiruvananthapuram beträgt 78 Kilometer. Wie für Kerala typisch geht die Landschaft von der fruchtbaren Küstenebene im Westen zu den dicht bewaldeten Bergen der Westghats über, die im Osten die natürliche Grenze zu Tamil Nadu bilden. Die höchste Erhebung im Distriktgebiet ist der 1868 m hohe Agastya Malai.
Der Distrikt Thiruvananthapuram ist in die vier Taluks Chirayinkeezhu, Nedumangad, Thiruvananthapuram und Neyyattinkara unterteilt.

## Geschichte
Das Gebiet des Distrikts Thiruvananthapuram gehörte ursprünglich zum Königreich Travancore. 1750 verlegte König Marthanda Varma seine Hauptstadt aus dem weiter südlich gelegenen, heute zu Tamil Nadu gehörigen Padmanabhapuram nach Thiruvananthapuram. Während der britischen Kolonialzeit war Travancore ein nominell unabhängiger Fürstenstaat unter britischer Oberhoheit. Nach der indischen Unabhängigkeit vereinigte sich Travancore 1949 mit dem Fürstenstaat Cochin zur Föderation Travancore-Cochin und vollzog den Anschluss an Indien. Dabei wurde auch die in Indien gängige Distriktorganisation eingeführt und Travancore-Cochin wurde in die drei Distrikte Trivandrum, Quilon und Kottayam eingeteilt. Am 1. November 1956 wurde der Distrikt Trivandrum infolge des States Reorganisation Acts zu einem der Distrikte des durch die Zusammenlegung von Travancore-Cochin und des Distrikts Malabar des Bundesstaates Madras neugegründeten Bundesstaates Kerala. Die südlichen vier Tamil-sprachigen Taluks Agastheeswaram, Thovalai, Kalkulam und Vilavancode wurde dabei an den benachbarten Bundesstaat Madras abgetreten. 1991 erhielten der Distrikt genauso wie die namensgebende Distrikthauptstadt wieder den alten Namen Thiruvananthapuram.

## Bevölkerung

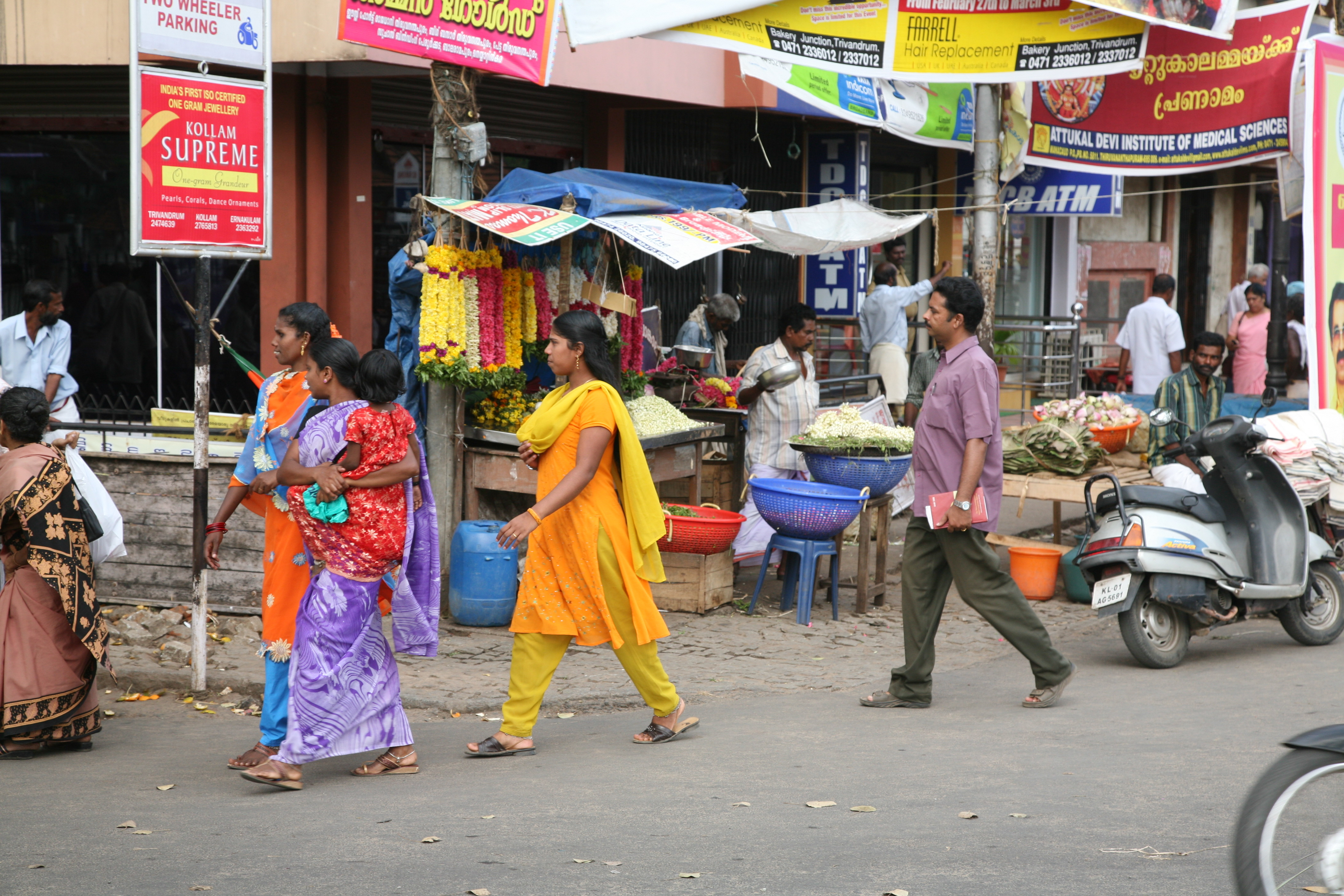
Straßenszene in Thiruvananthapuram

Bei der indischen Volkszählung 2011 hatte der Distrikt Thiruvananthapuram 3.301.427 Einwohner. Die Bevölkerungsdichte lag mit 1.508 Einwohnern pro Quadratkilometer deutlich über dem ohnehin schon hohen Durchschnitt Keralas (860 Einwohner pro Quadratkilometer) und war die höchste aller Distrikte des Bundesstaats. 53,7 Prozent der Einwohner des Distrikts lebten in Städten. Auch der Urbanisierungsgrad war damit höher als der Mittelwert des Bundesstaates (48 Prozent). 11,3 Prozent der Einwohner des Distrikts waren Angehörige niederer Kasten (Scheduled Castes). Die Alphabetisierungsquote lag mit 93,0 Prozent nahe am Durchschnitt Keralas (94,0 Prozent).
Unter den Einwohnern des Distrikts Thiruvananthapuram stellten Hindus nach der Volkszählung 2011 mit 66,5 Prozent die Mehrheit. Daneben gab es größere Minderheiten von Christen (19,1 Prozent) und Muslimen (13,7 Prozent). Der hinduistische Bevölkerungsanteil ist niedriger als im Durchschnitt Indiens, aber höher als in den meisten anderen Gebieten des konfessionell stark gemischten Bundesstaates Kerala.
Die Hauptsprache im Distrikt Thiruvananthapuram ist, wie in ganz Kerala, das Malayalam. Nach der Volkszählung 2001 wurde es von 98 Prozent der Einwohner des Distrikts als Muttersprache gesprochen. Daneben gibt es einige Sprecher des Tamil, der Sprache des Nachbarbundesstaates Tamil Nadu.

## Wirtschaft und Infrastruktur

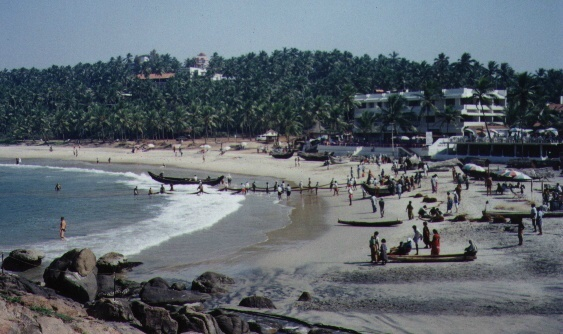
Der Strandort Kovalam

Neben Landwirtschaft (vor allem Anbau von Kokospalmen) und Fischerei ist der Tourismus, der in ganz Kerala immer mehr an Bedeutung gewinnt, ein wichtiger Wirtschaftsfaktor im Distrikt Thiruvananthapuram. Mit Kovalam und Varkala befinden sich die beiden wichtigsten Strandorte Keralas im Distriktgebiet. Die Stadt Thiruvananthapuram ist zudem Standort des Technoparks Kerala.
Parallel zur Küste verlaufen die nationale Fernstraße NH 47 und eine Eisenbahnstrecke durch den Distrikt Thiruvananthapuram. Der Flughafen Thiruvananthapuram ist einer von zwei internationalen Flughäfen in Kerala. Im südlich von Thiruvananthapuram gelegenen Ort Vizhinjam ist der Bau eines Tiefwasserhafens in Planung.

## Verwaltungsgliederung
Der Distrikt Thiruvananthapuram ist in vier Taluks unterteilt:
| Taluk              | Hauptort           | Einwohner (2011) |
| ------------------ | ------------------ | ---------------- |
| Chirayinkeezhu     | Attingal           | 634.270          |
| Nedumangad         | Nedumangad         | 645.326          |
| Neyyattinkara      | Neyyattinkara      | 880.986          |
| Thiruvananthapuram | Thiruvananthapuram | 1.140.845        |

## Städte
| Stadt                   | Einwohner (2011) |
| ----------------------- | ---------------- |
| Alamcode                | 14.762           |
| Athiyannur              | 40.712           |
| Attingal                | 37.346           |
| Azhoor                  | 27.390           |
| Edakkode                | 12.994           |
| Iroopara                | 23.113           |
| Kalliyoor               | 40.816           |
| Kanjiramkulam           | 19.902           |
| Karakulam               | 29.624           |
| Keezhattingal           | 15.185           |
| Kizhuvalam-Koonthalloor | 30.770           |
| Kuduppanakkunnu         | 41.583           |
| Kulathummal             | 40.448           |
| Malayinkeezhu           | 37.350           |
| Nedumangad              | 60.161           |
| Neyyattinkara           | 70.850           |
| Pallichal               | 53.861           |
| Pallippuram             | 22.512           |
| Parassala               | 34.096           |
| Parasuvaikkal           | 17.698           |
| Sreekaryam              | 23.528           |
| Thiruvananthapuram      | 743.691          |
| Uliyazhathura           | 28.230           |
| Vakkom                  | 19.267           |
| Varkala                 | 40.048           |
| Vattappara              | 27.140           |
| Vattiyoorkavu           | 47.187           |
| Veiloor                 | 22.816           |
| Venganoor               | 35.963           |
| Vilappil                | 36.212           |
| Vilavoorkkal            | 31.761           |